# Сомерсет (тауншип, Миннесота)
Сомерсет (англ. Somerset) — тауншип в округе Стил, Миннесота, США. На 2000 год его население составило 847 человек.

## География
По данным Бюро переписи населения США площадь тауншипа составляет 93,1 км², из которых 93,0 км² занимает суша, а 0,1 км² — вода (0,11 %).

## Демография
По данным переписи населения 2000 года здесь находились 847 человек, 301 домохозяйство и 250 семей.  Плотность населения —  9,1 чел./км².  На территории тауншипа расположено 313 построек со средней плотностью 3,4 построек на один квадратный километр. Расовый состав населения: 99,76 % белых и 0,24 % приходится на две или более других рас. Испанцы или латиноамериканцы любой расы составляли 0,24 % от популяции тауншипа.
Из 301 домохозяйств в 41,9 % воспитывались дети до 18 лет, в 72,4 % проживали супружеские пары, в 5,3 % проживали незамужние женщины и в 16,9 % домохозяйств проживали несемейные люди. 15,3 % домохозяйств состояли из одного человека, при том 7,3 % из — одиноких пожилых людей старше 65 лет. Средний размер домохозяйства — 2,81, а семьи — 3,12 человека.
28,3 % населения — младше 18 лет, 7,8 % — в возрасте от 18 до 24 лет, 30,5 % — от 25 до 44, 24,1 % — от 45 до 64, и 9,3 % — старше 65 лет. Средний возраст — 37 лет. На каждые 100 женщин приходилось 104,6 мужчин.  На каждые 100 женщин старше 18 приходилось 102,3 мужчин.
Средний годовой доход домохозяйства составлял 55 938 долларов, а средний годовой доход семьи —  57 344 доллара. Средний доход мужчин —  33 250  долларов, в то время как у женщин — 23 977. Доход на душу населения составил 20 704 доллара. За чертой бедности находились 3,1 % семей и 3,3 % всего населения тауншипа, из которых 3,7 % младше 18 и 5,1 % старше 65 лет.